# Малый звёздчатый додекаэдр
Малый звёздчатый додекаэдр — тело Кеплера — Пуансо, с символом Шлефли {5/2,5}. Многограннику дал имя Артур Кэли. Многогранник является одним из четырёх невыпуклых правильных многогранников. Он состоит из 12 граней в виде пентаграмм с пятью пентаграммами, сходящимися в каждой вершине.
Он имеет то же самое расположение вершин, что и выпуклый правильный икосаэдр. Кроме того, у него то же самое расположение рёбер, что и у большого икосаэдра.
Он считается первой звёздчатой формой додекаэдра.
Если рассматривать грани в виде пентаграммы как 5 отдельных треугольных граней, он имеет ту же топологию поверхности, что и пентакисдодекаэдр, но с существенно более острыми равнобедренными треугольными гранями с такой высотой пятиугольных пирамид, что пять треугольников становятся копланарными (лежащими в одной плоскости).

## Рисунки
| Прозрачная модель | Собранные вручную модели                                                                                          | Собранные вручную модели |
| --- | --- | --- |
| (см. также : в движении) | | |
| Сферическая мозаика | Звёздчатая форма                                                                                                  | Развёртка |
| Этот многогранник представляет также сферическую мозаику с плотностью 3. (Одна сферическая грань в виде пентаграммы прочерчена синей линией и заполнена жёлтым) | Его можно построить как первую из трёх звёздчатых форм додекаэдра и его номер в списке моделей Веннинджера [W20]. | × 12 Малый звёздчатый додекаэдр можно построить из бумаги или картона путём соединения двенадцати пятиугольных равнобочных пирамид таким же образом, как располагаются пятиугольники в правильном додекаэдре. |

## В искусстве

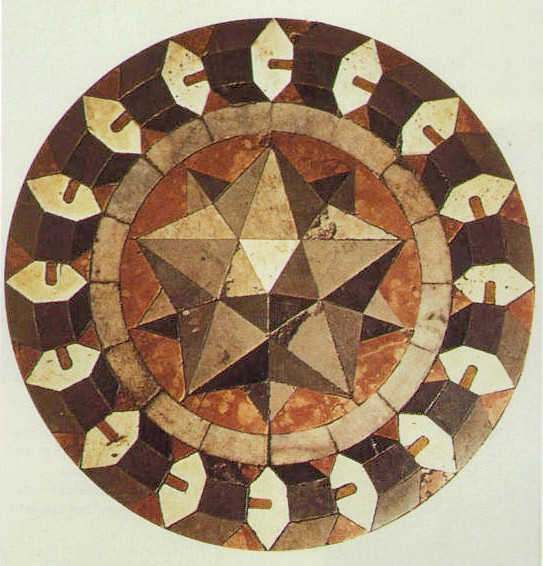
Мозаика Паоло Уччелло, 1430

- Его также можно видеть в мозаике пола в соборе Святого Марка в Венеции, автор Паоло Уччелло, около 1430.
- Он является центральной фигурой в двух литографиях Эшера — Контраст  (Порядок и хаос) (1950) и Гравитация (1952).

## Связанные многогранники
Выпуклая оболочка многогранника является икосаэдром. Он также имеет общие рёбра с большим икосаэдром.
Этот многогранник является усечением большого додекаэдра — усечённый малый звёздчатый додекаэдр выглядит как додекаэдр, но имеет не 12, а 24 грани — 12 пятиугольников, полученных от усечения вершин, и 12 перекрывающих их пятиугольников (полученных от усечения пентаграм).
| Название            | Малый звёздчатый додекаэдр              | Усечённый малый звёздчатый додекаэдр      | Додекододекаэдр                         | Усечённый большой додекаэдр               | Большой додекаэдр                       |
| ------------------- | --------------------------------------- | ----------------------------------------- | --------------------------------------- | ----------------------------------------- | --------------------------------------- |
| Диаграмма Коксетера | node · 5 · node · 5 · rat · d2 · node_1 | node · 5 · node_1 · 5 · rat · d2 · node_1 | node · 5 · node_1 · 5 · rat · d2 · node | node_1 · 5 · node_1 · 5 · rat · d2 · node | node_1 · 5 · node · 5 · rat · d2 · node |
| Рисунок             |                                         |                                           |                                         |                                           |                                         |